# Котуш
Котуш (укр. Котуш) — село в Камень-Каширской городской общине Камень-Каширского района Волынской области Украины.
Население по переписи 2001 года составляет 262 человека. Почтовый индекс — 44512. Телефонный код — 3357. Занимает площадь 0,98 км².